# Mamba (Worlds of Fun)
Pour les articles homonymes, voir Mamba (homonymie).
Mamba est un parcours de montagnes russes en métal de type hyper montagnes russes conçu par Steve Okamoto, et construit par la compagnie D. H. Morgan Manufacturing. L'attraction est située à Worlds of Fun, à Kansas City, dans le Missouri. Ouvert depuis 1998 sa construction aura coûté 10 millions de dollars.

## Attractions similaires
Mamba est régulièrement comparé à Steel Force de Dorney Park & Wildwater Kingdom et Wild Thing de Valleyfair, d'autres parcours de montagnes russes du même type.

## Classements
- 8e parcours de montagnes russes en métal le plus long au monde
- 4e parcours de montagnes russes en métal le plus long d'Amérique du Nord

| Rang | 9 | 20 | 18 | 24 | 31 | 28 | 25 | 26 | 39 | 40 | 30 | 38 | 50 |

| Rang | 15 | n/a | 15 | 31 | 37 | 36 | 65 | 88 | 102 | 93 | 107 | 93 |